# Wrecking Your Neck
Wrecking Your Neck è un album dal vivo del gruppo musicale thrash metal statunitense Overkill, pubblicato nel 1995 dalla CMC International.

## Il disco
Il disco, per ovvi motivi di spazio, è stato diviso in due dischi: 14 tracce nel primo e 8 nel secondo.
L'ultima traccia contiene frammenti della canzone dei Black Sabbath War Pigs.

## Curiosità
È la prima pubblicazione della band dopo la fine del contratto con la Atlantic Records e l'ultima con i due chitarristi Merrit Gant e Rob Cannavino, entrati proprio in sostituzione di Bobby Gustafson cinque anni prima.

## Tracce
1. Where It Hurts – 7:26
2. Infectious – 4:05
3. Coma – 3:59
4. Supersonic Hate – 4:43
5. Wrecking Crew – 1:09
6. Powersurge – 4:13
7. The Wait/New High in Lows – 6:10
8. Skullkrusher – 6:23
9. Spiritual Void – 4:52
10. Hello From the Gutter – 2:35
11. Anxiety – 1:50
12. Elimination – 5:07
13. Fast Junkie – 4:04
14. World of Hurt – 4:59
15. Gasoline Dream – 7:40
16. Rotten to the Core – 5:38
17. Horrorscope – 5:58
18. Under One – 3:54
19. New Machine – 4:21
20. Thanx for Nothing – 5:03
21. Bastard Nation – 5:57
22. Fuck You – 7:03

## Formazione
- Bobby Ellsworth – voce
- D.D. Verni – basso
- Merrit Gant – chitarra
- Rob Cannavino – chitarra
- Tim Mallare – batteria